# Paolo Cannavaro
Paolo Cannavaro (Nápoly, 1981. június 26. –) olasz labdarúgó. 

## Pályafutása

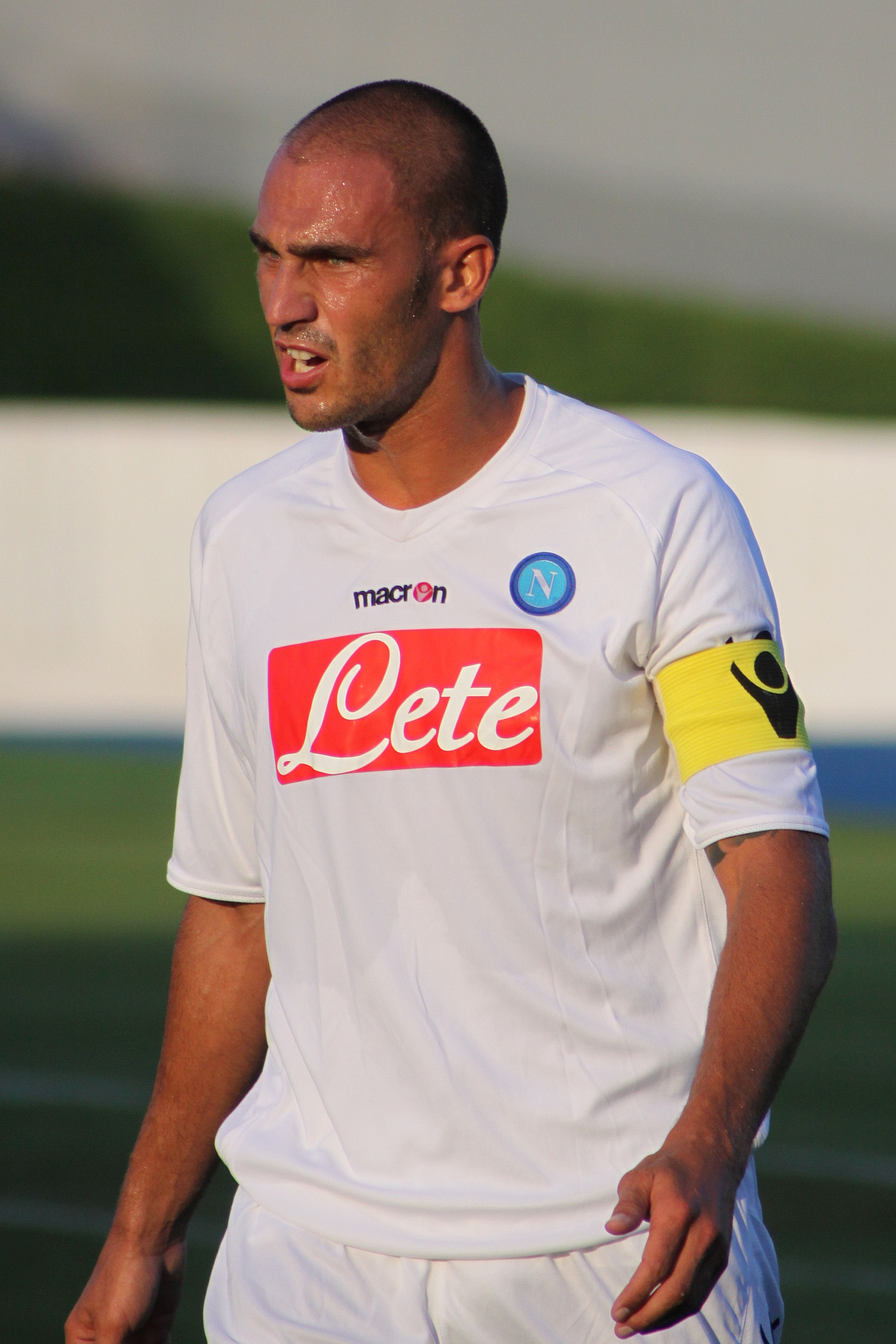
Cannavaro a Napoliban 2009-ben

Cannavaro az 1998-99-es szezonban tizenhét évesen debütált a Napoli első csapatában. A következő évben a Parmához igazolt, ahol együtt játszhatott testvérével, Fabióval.

### Parma, Hellas Verona
A 2001-02-es szezonban kölcsönben a Hellas Verona színeiben szerepelt, ahol huszonöt alkalommal lépett pályára az idény során. Az ezt követő két évben a Parmában kiegészítő játékosnak számított, a 2004-2005-ös szezonban lett alapember, ekkor huszonnégy bajnokin négy gólt szerzett, a  2004-2005-ös szezonban pedig alapembere volt az UEFA-kupa elődöntős csapatnak. 

### Napoli
Cannavarót 2006-ban az akkor a másodosztályban szereplő Napoli újra leszerződtette. Miután Paolo első idényében alapemberként segítette csapatát a feljutáshoz, a 2007–2008-as idényben már ő volt az együttes csapatkapitánya és nagy szerepe volt abban, hogy a nápolyiak újra meghatározó csapat lettek az olasz bajnokságban, majd később a nemzetközi kupákban is. A 2008–2009-es szezonban az UEFA-kupában, a 2011–2012-es szezonban pedig már a Bajnokok Ligájában szerepelhetett a Napolival. 2012. május 20-án ő emelhette fel a klub első jelentős trófeáját 1992 óta, amikor 2-0-ra legyőzték a Juventust az Olasz Kupa döntőjében.
2012. augusztus 11-én újra a Juventus ellen játszottak, ezúttal az Szuperkupáért, de ekkor a torinói csapat nyert 4-2-re. December végén hat hónapra eltiltották, mert nem jelentette, hogy tudott arról, hogy a csapat tartalékkapusa, Matteo Gianello a feltételezések szerint mérkőzéseket csalhatott el. 2013. január 17-én az Olasz labdarúgó-szövetség visszavonta az eltiltást.

### Sassuolo
2014. január 31-én lejárt a szerződése, és a rendszeres játéklehetőség miatt az élvonalbeli újonc Sassuolo csapatához írt alá három évre. Itt alapemberként játszott egészen 2017 decemberéig, amikor bejelentette, hogy befejezi pályafutását. Utolsó bajnokiját december 30-án játszotta az AS Roma ellen.

### A válogatottban
Többszörös utánpótlás válogatott, szerepelt a 2002-es U21-es Európa-bajnokságon, de a felnőtt nemzeti csapatban nem lépett pályára. 2007 októberében Roberto Donadoni ugyan behívta a keretbe, de pályára nem lépett a Dél-Afrika elleni barátságos mérkőzésen.

## Edzőként
Visszavonulása után csatlakozott bátyja, Fabio stábjához a Kínai Szuperligában szereplő Kuangcsou Evergrande csapatánál.

## Magánélet
Paolo Cannavaro 1981. június 26-án született Nápolyban. Testvére Fabio Cannavaro, 133-szoros válogatott, világbajnok és aranylabdás labdarúgó. 2015 februárjában Paolót Fabiót és Daniellát, utóbbi feleségét 6 hónapos, 10 hónapos és 4 hónapos börtönbüntetésre ítélték, mivel behatoltak Fabio a rendőrség által lezárt villájába. A hatóságok Fabio adócsalási ügye miatt 2009-ben foglalták le a villát. Mindhárman fellebbezést nyújtottak be, majd ítéletüket felfüggesztették a halasztóhatály életbe lépése miatt, így egyik érintettnek sem kellett börtönbe vonulnia.

## Statisztika

### Klub
2017. december 30-án frissítve.
| Szezon         | Csapat         | Bajnokság      | Bajnokság | Bajnokság | Országos kupa | Országos kupa | Nemzetközi kupa | Nemzetközi kupa | Nemzetközi kupa | Összesen | Összesen |
| Szezon         | Csapat         | Osztály        | Mérkőzés  | Gól       | Mérkőzés      | Gól           | Kiírás          | Mérkőzés        | Gól             | Mérkőzés | Gól      |
| -------------- | -------------- | -------------- | --------- | --------- | ------------- | ------------- | --------------- | --------------- | --------------- | -------- | -------- |
| 1998–99        | Napoli         | B              | 2         | 0         | 0             | 0             | –               | –               | –               | 2        | 0        |
| 1999–2000      | Parma          | A              | 1         | 0         | 0             | 0             | –               | –               | –               | 1        | 0        |
| 2000–01        | Parma          | A              | 4         | 0         | 3             | 0             | UC              | 4               | 0               | 11       | 0        |
| 2001–02        | Verona         | A              | 24        | 1         | 2             | 0             | –               | –               | –               | 26       | 1        |
| 2002–03        | Parma          | A              | 14        | 0         | 2             | 0             | –               | –               | –               | 16       | 0        |
| 2003–04        | Parma          | A              | 16        | 0         | 4             | 0             | UC              | 6               | 0               | 26       | 0        |
| 2004–05        | Parma          | A              | 28        | 1         | 3             | 0             | UC              | 12              | 0               | 43       | 1        |
| 2005–06        | Parma          | A              | 29        | 3         | 2             | 0             | –               | –               | –               | 31       | 3        |
| Összesen       | Összesen       | Összesen       | 92        | 4         | 14            | 0             |                 | 22              | 0               | 128      | 4        |
| 2006–07        | Napoli         | B              | 39        | 2         | 4             | 1             | –               | –               | –               | 43       | 3        |
| 2007–08        | Napoli         | A              | 34        | 0         | 5             | 0             | –               | –               | –               | 39       | 0        |
| 2008–09        | Napoli         | A              | 30        | 0         | 1             | 0             | I+UC            | 2+4             | 0+0             | 37       | 0        |
| 2009–10        | Napoli         | A              | 33        | 1         | 1             | 0             | –               | –               | –               | 34       | 1        |
| 2010–11        | Napoli         | A              | 32        | 2         | 1             | 0             | UEL             | 7               | 0               | 40       | 2        |
| 2011–12        | Napoli         | A              | 32        | 2         | 5             | 0             | UCL             | 7               | 0               | 44       | 2        |
| 2012–13        | Napoli         | A              | 32        | 1         | 1             | 0             | UEL             | 2               | 0               | 35       | 1        |
| 2013–14        | Napoli         | A              | 4         | 0         | 0             | 0             | UEL             | 0               | 0               | 4        | 0        |
| Összesen       | Összesen       | Összesen       | 238       | 8         | 18            | 1             |                 | 22              | 0               | 278      | 9        |
| 2013–14        | Sassuolo       | A              | 16        | 0         | 0             | 0             | –               | –               | –               | 16       | 0        |
| 2014–15        | Sassuolo       | A              | 25        | 0         | 1             | 0             | –               | –               | –               | 26       | 0        |
| 2015–16        | Sassuolo       | A              | 31        | 0         | 1             | 0             | –               | –               | –               | 32       | 0        |
| 2016–17        | Sassuolo       | A              | 18        | 1         | 0             | 0             | UEL             | 7               | 0               | 25       | 1        |
| 2017–18        | Sassuolo       | A              | 19        | 0         | 2             | 0             | –               | –               | –               | 21       | 0        |
| Összesen       | Összesen       | Összesen       | 110       | 1         | 4             | 1             |                 | 7               | 0               | 121      | 1        |
| Karrier összes | Karrier összes | Karrier összes | 464       | 14        | 38            | 1             |                 | 51              | 0               | 553      | 14       |

## Sikerei, díjai

### Klub
Napoli
- Coppa Italia (1): 2011–12

## További információ
- Paolo Cannavaro az Instagramon
- Lega Serie A Profile Archiválva 2018. február 20-i dátummal a Wayback Machine-ben
- AIC Profile (olaszul)
- Tutto Calciatori Profile (olaszul)
- FIGC Profile (olaszul)